# Thomas Fawcett
Pour les articles homonymes, voir Fawcett.
Thomas Fawcett, né le 28 octobre 1848 à Scargill (Yorkshire) et mort le 18 novembre 1920 à Carleton-sur-Mer, est un ingénieur britannique.

## Biographie
Arpenteur (1876), il travaille à partir de 1877 comme ingénieur topographe du Dominion et exerce comme commissaire de l'or (en) à Dawson City de 1897 à 1899.
Directeur temporaire de l'administration du Klondike au début de la ruée, il est accusé de garder les détails des nouvelles concessions et autorise ce que l'historienne Kathryn Winslow qualifie de « négligence, ignorance et de partialité » à régner dans le bureau d'enregistrement des concessions. Le problème prend de telles proportions que certains prospecteurs évoquent le renversement de l'administration par la force.
À la suite d'une campagne, en partie menée par la presse locale, Fawcett est relevé de ses fonctions par le gouvernement canadien. Son successeur est le major James Morrow Walsh.
Jules Verne le mentionne sous le nom de « Faucett », dans son roman Le Volcan d'or (partie 1, chapitre XI).